# Ріпенсія (футбольний клуб)
Футбольний клуб «Ріпенсія» Тімішоара (рум. Fotbal Club Ripensia Timișoara) — румунський футбольний клуб з Тімішоари, заснований у 1928 році. Виступає у Лізі ІІ. Домашні матчі приймає на стадіоні «Стадіонул Чярда Роше», місткістю 1 000 глядачів.

## Досягнення
- Ліга I
  - Чемпіон: 1932–33, 1934–35, 1935–36, 1937–38
  - Срібний призер: 1933–34, 1938–39
- Ліга III
  - Чемпіон: 1946–47, 2016–17
- Кубок Румунії
  - Володар: 1933–34, 1935–36
  - Фіналіст: 1934–35, 1936–37.